# Smart Arridge
Smart Arridge (21 tháng 6 năm 1872 – 19 tháng 10 năm 1947) là một cầu thủ bóng đá từng thi đấu ở Football League cho Bootle, Everton, New Brighton Tower và Stockport County. Ông cũng thi đấu cho Wales.